# Cedarhurst
Cedarhurst és una població dels Estats Units a l'estat de Nova York. Segons el cens del 2000 tenia 6.164 habitants.

## Demografia
Segons el cens del 2000, Cedarhurst tenia 6.164 habitants, 2.289 habitatges, i 1.636 famílies. La densitat de població era de 3.499,9 habitants/km².
Dels 2.289 habitatges en un 31,5% hi vivien nens de menys de 18 anys, en un 59,1% hi vivien parelles casades, en un 9,2% dones solteres, i en un 28,5% no eren unitats familiars. En el 24,5% dels habitatges hi vivien persones soles el 13,6% de les quals corresponia a persones de 65 anys o més que vivien soles. El nombre mitjà de persones vivint en cada habitatge era de 2,69 i el nombre mitjà de persones que vivien en cada família era de 3,25.
Per edats la població es repartia de la següent manera: un 25,1% tenia menys de 18 anys, un 6,3% entre 18 i 24, un 27,5% entre 25 i 44, un 24% de 45 a 60 i un 17,2% 65 anys o més.
L'edat mediana era de 39 anys. Per cada 100 dones de 18 o més anys hi havia 85,6 homes.
La renda mediana per habitatge era de 56.441 $ i la renda mediana per família de 71.406 $. Els homes tenien una renda mediana de 52.460 $ mentre que les dones 37.292 $. La renda per capita de la població era de 29.591 $. Entorn del 4,3% de les famílies i el 5,3% de la població estaven per davall del llindar de pobresa.